# 曽於市立財部南小学校
曽於市立財部南小学校（そおしりつ たからべみなみしょうがっこう）は、鹿児島県曽於市にある公立小学校。

## 沿革
- 1909年（明治42年） - 通山尋常小学校・高旗尋常小学校を併合し、開校。
- 2005年（平成17年） - 曽於郡3町の合併・市制施行に伴い、曽於市立財部南小学校と改称。